# إي إس بي إن الدفع مقابل المشاهدة
إي إس بي إن الدفع مقابل المشاهدة هو شعار أحداث الدفع مقابل المشاهدة التي تنتجها إي إس بي إن. تعمل الخدمة في المقام الأول كموزع لكلية إي إس بي إن إكسترا، وهي حزمة رياضية خارج السوق تحمل أحداث كرة السلة وكرة القدم في الكلية. تم إطلاق الخدمة في الأصل في عام 1999 باسم إي إس بي إن إكسترا وتم تغيير اسمها إلى إي إس بي إن الدفع مقابل المشاهدة في عام 2001.
في مارس 2005، بثت الوحدة أول بث دفع مقابل المشاهدة للملاكمة، تحت عنوان شين موسلي ضد ديفيد إسترادا. يتضمن عقد إي إس بي إن مع شركة الترويج توب رانك منذ عام 2017 إمكانية أحداث الدفع مقابل المشاهدة؛ في يناير 2019 أعلنت إي إس بي إن عن أول دفع مقابل المشاهدة من الدرجة الأولى، بين ترنس كروفورد وأمير خان للحصول على لقب الوزن الثقيل دبليو بي أو. ومع أن إي إس بي إن فضلت استخدام خدمة بث الاشتراك إي إس بي إن + في معارك أكبر ليس على التلفزيون الخطي، ذكر بوب أروم أن نطاق القتال كان كبيرًا جدًا بحيث لا يمكن تغطيته برسوم الحقوق وحدها. في ديسمبر 2019 أُعلن أن إي إس بي إن ستنتج بشكل مشترك ديونتاي وايلدر ضد تايسون فيوري الثاني بخاصية الدفع مقابل المشاهدة مع فوكس سبورتس.

## روابط خارجية
- موقع ESPN College Extra
- مزود Live IPTV Premium